# Roque

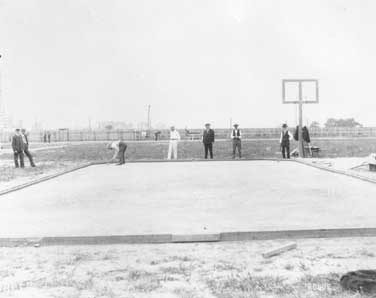
Roque bei den Olympischen Spielen 1904

Roque ist eine dem Paille-Maille vergleichbare Variante des Croquet, bei der man im Gegensatz zu diesem nicht auf Rasen, sondern auf einem Hartplatz spielt. Der Name des Spiels entstand durch Weglassen des ersten und letzten Buchstabens von „Croquet“.
Roque war eine Disziplin der Olympischen Sommerspiele 1904 in St. Louis. Alle drei Medaillen gingen an Spieler der Vereinigten Staaten, allerdings starteten auch nur Amerikaner bei diesem Wettbewerb.
Heute wird Roque kaum mehr gespielt.